# سسکک سینه‌خاکستری
سسکک سینه‌خاکستری (نام علمی: Prinia hodgsonii) نام یک گونه از سرده سسکک است.